# John Pescatore
John Anthony Pescatore (ur. 2 lutego 1964 w Cocoa Beach) – amerykański wioślarz. Brązowy medalista olimpijski z Seulu.
Zawody w 1988 były jego pierwszymi igrzyskami olimpijskimi. Po medal sięgnął w ósemce. W 1987 zdobył złoty medal mistrzostw świata w tej konkurencji. Brał udział w igrzyskach olimpijskich w 1992. Jego żona Anne Martin również była olimpijką.